# Baptisten in der Ukraine

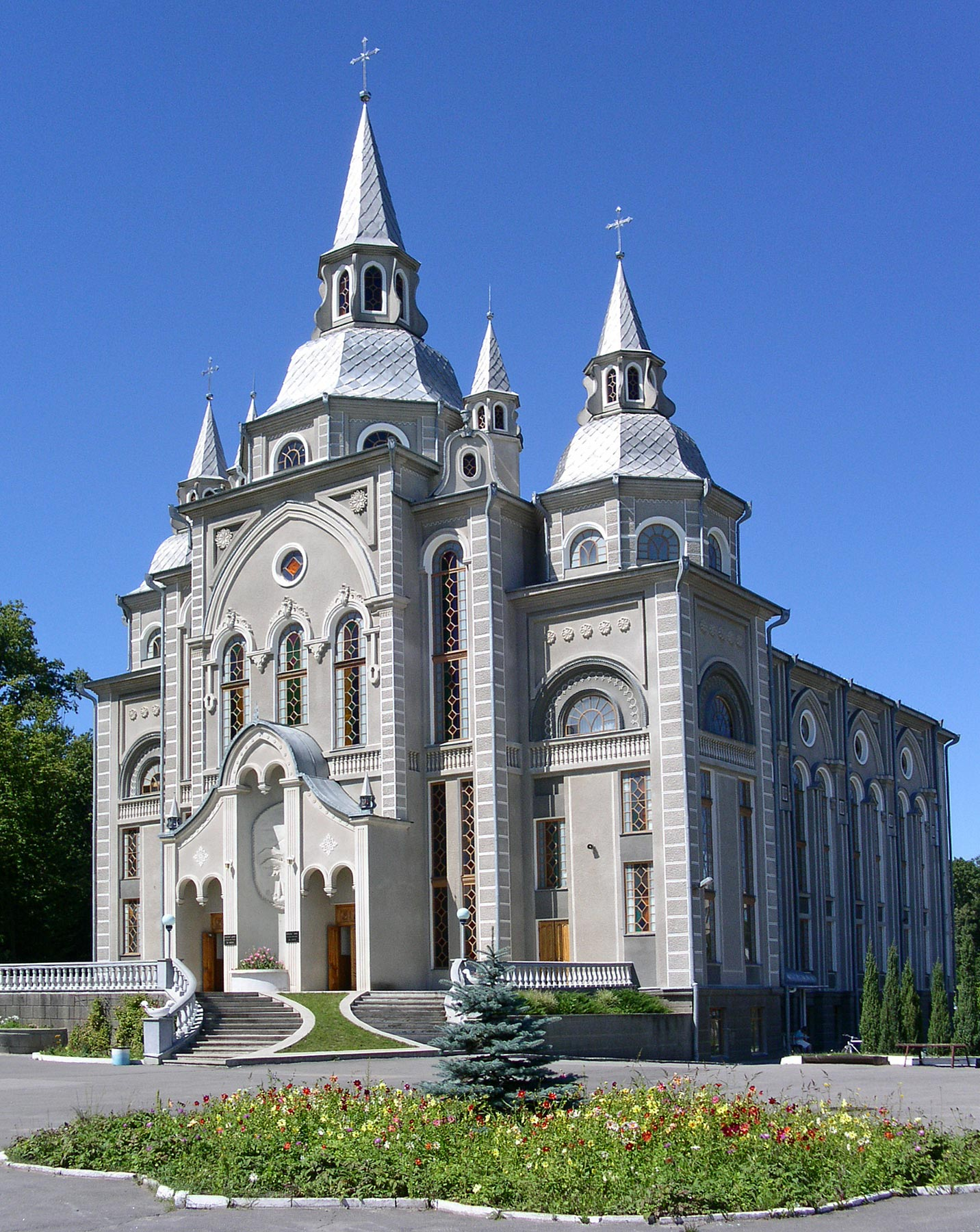
Haus der Frohen Botschaft in Winnyzja – größte Baptistenkirche der Ukraine

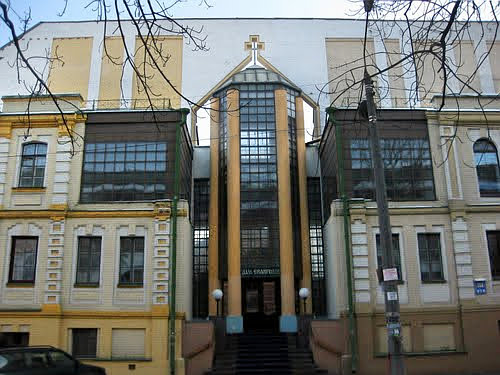
Haus der Frohen Botschaft – Baptistenkirche in Kiew

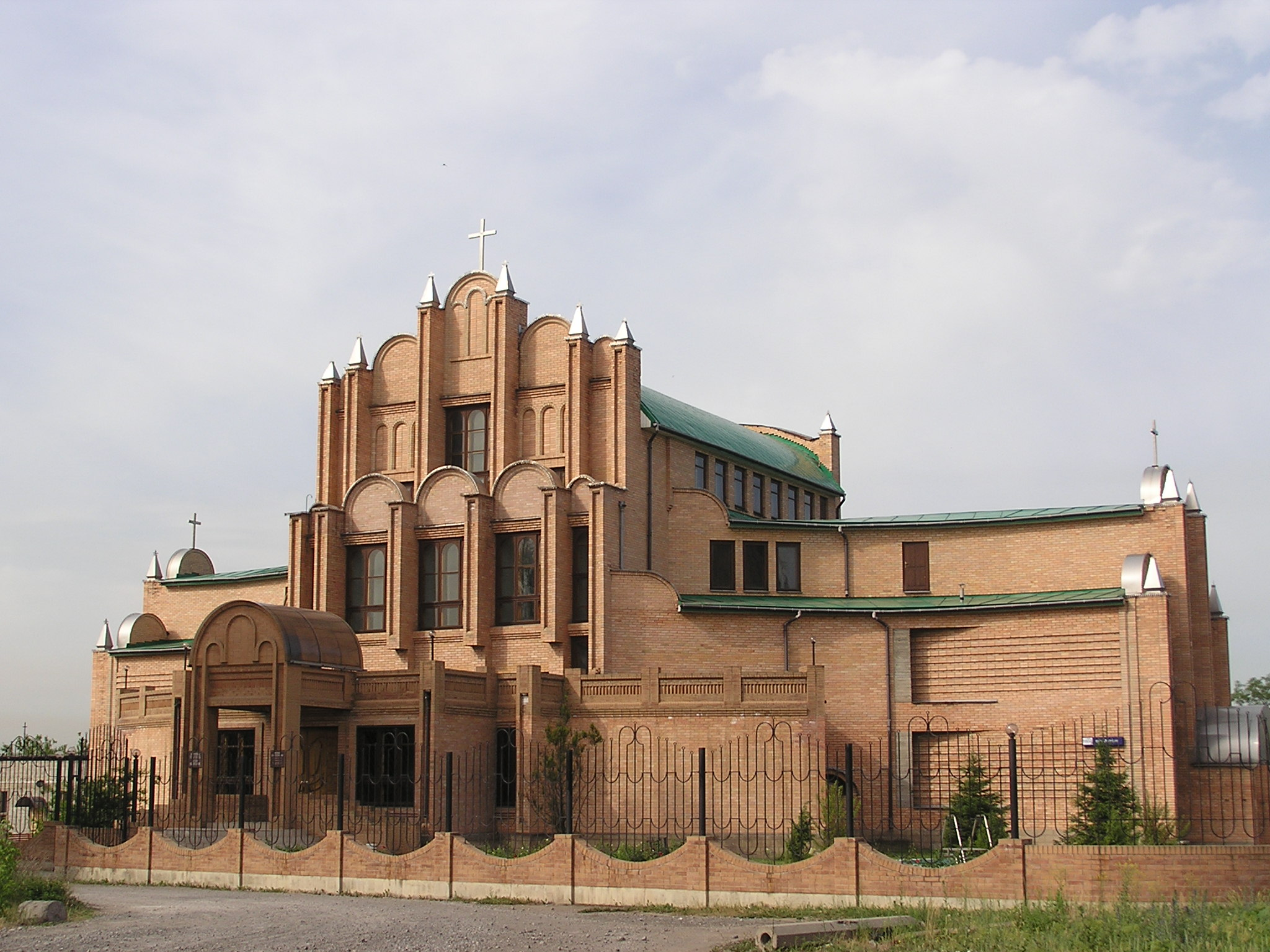
Baptistenkirche in Donezk

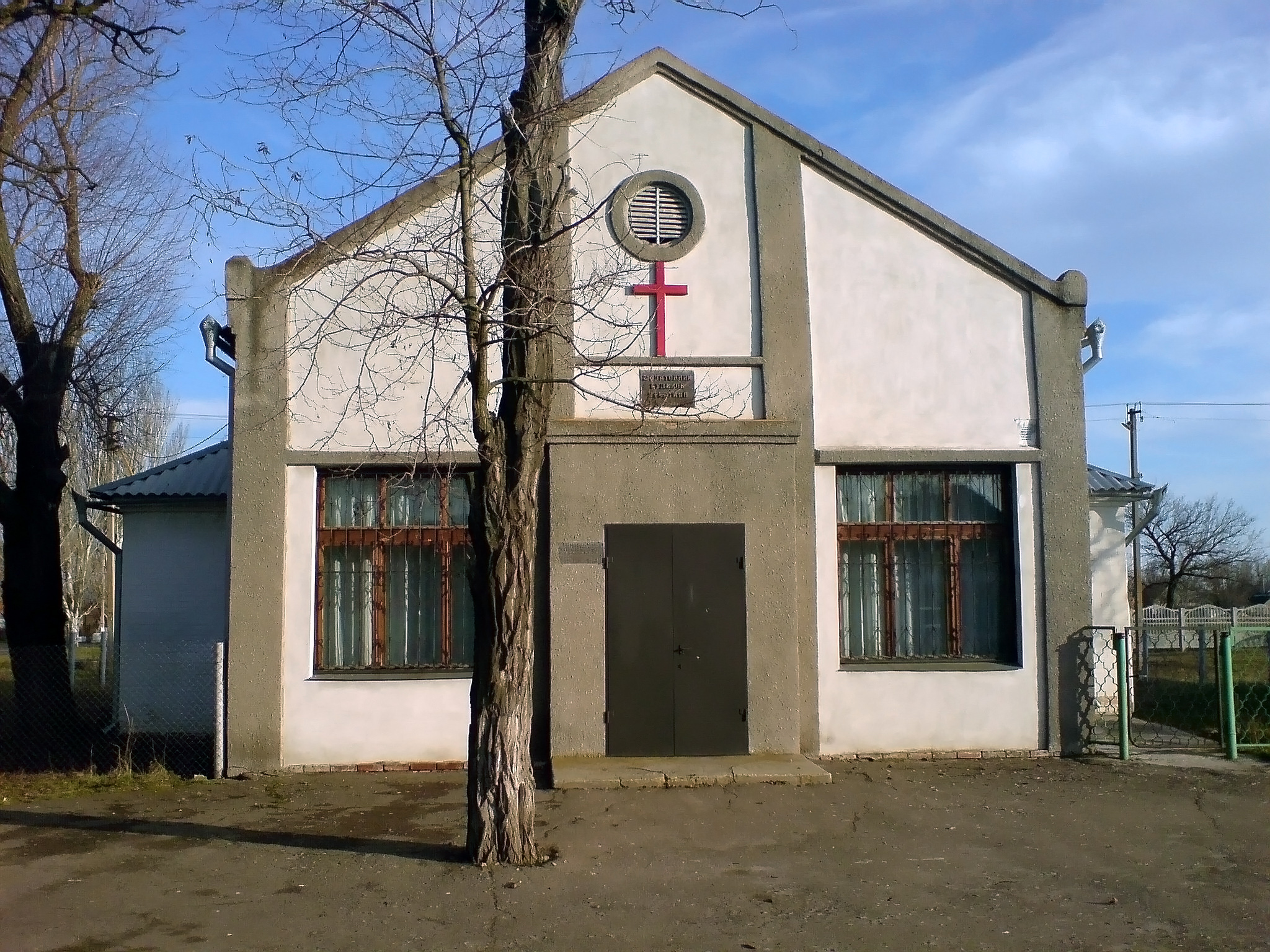
Baptistenkirche in Switlodolynske

Die Anfänge der Baptisten in der Ukraine liegen in der zweiten Hälfte des 19. Jahrhunderts. Einer der Ausgangspunkte ihrer Entstehung waren deutsche Baptisten, die sich um 1859 als Siedler in Wolhynien niederließen und fünf Jahre später in Horstschick und Solotschin zwei Gemeinden gründeten.
Die Baptisten bilden innerhalb der Ukraine die größte protestantische Konfessionsfamilie. Zu ungefähr 90 Prozent gehören sie der Pan-ukrainischen Union von Gemeinden evangelischer christlicher Baptisten an. Ihr ukrainischer Name lautet: Всеукраїнський союз церков євангельських християн-баптистів (abgekürzt: ВСЦ ЕХБ), ihr russischer: Всеукраинский союз церквей евангельских христиан-баптистов (abgekürzt: ВСЦ ЕХБ) (englisch: All-Ukrainian Union of Associations of Evangelical Christian Baptists, abgekürzt: AUU AECB). Eine weitere baptistische Gruppierung hat sich in der Bruderschaft unabhängiger baptistischer Gemeinden und Dienste in der Ukraine (englisch: Brotherhood of Independent Baptist Churches and Ministries of Ukraine) zusammengeschlossen. Daneben gibt es eine Reihe bündnisfreier Ortsgemeinden, unter ihnen auch solche, die auf eine Missionsarbeit koreanischer Baptisten zurückgehen.

## Geschichte
Drei miteinander verbundene Bewegungen gelten heute als die historischen Ausgangspunkte des ukrainischen Baptismus. Ab 1859 siedelten sich deutsche Baptisten, die aus Polen stammten, in Wolhynien an und gründeten dort im Mai 1864 zunächst zwei Gemeinden. Die eine befand sich in Horstschick, die andere in Solotschin. Eine dritte ebenfalls deutschsprachige Baptistengemeinde konstituierte sich 1866 in Neudorf (heute: Karmanova). Wesentlich beteiligt an der Gründungs- und Aufbauarbeit waren die Missionare Gottfried F. Alf (1831–1898) und etwas später Karl K. Ondra (1839–1887).
Ein zweiter Ausgangspunkt war eine durch den lutherischen Pietisten Eduard Wüst initiierte Erweckungsbewegung innerhalb mennonitischer Kolonien, die zur Bildung von sogenannten Mennonitischen Brüdergemeinden führte. Baptistische Literatur aus dem Onckenschen Buch- und Traktathandel in Hamburg, das Studium einiger Mennonitenprediger am baptistischen Missionsseminar in Hamburg und nicht zuletzt eine 1869 von Johann Gerhard Oncken nach Südrussland unternommene Missionsreise führten dazu, dass die Brüdergemeinden eine Reihe baptistischer Prinzipien übernahmen, so unter anderem die Immersionstaufe. Während seiner Reise formierte Oncken mit 41 Mitgliedern eine Baptistengemeinde in Alt-Danzig, die noch innerhalb desselben Jahres auf 144 Gemeindeglieder anwuchs.
Der dritte Ausgangspunkt für die Entstehung des ukrainischen Baptismus war der ebenfalls pietistisch geprägte Stundismus, der ab 1860 auch unter ukrainischen Landarbeitern seine Anhänger fand. 1869 vollzog ein Mitglied der Mennonitischen Brüdergemeinde an einem dieser Landarbeiter die Gläubigentaufe. Diese Taufe war der Anfang des sogenannten Stundo-Baptismus, der sich alsbald zu einer maßgeblichen Bewegung in Südrussland und darüber hinaus entwickelte. 
Bereits im Oktober 1874 kam es im „geräumigen Schulhaus“ in Alt-Danzig zur Gründung eines eigenständigen Regionalverbandes, der zunächst den Namen Süd-Westrussische und Bulgarische Vereinigung trug und später, nachdem sich die bulgarischen Gemeinden den Baptisten in Österreich angeschlossen hatten, in Südrussische Vereinigung umbenannt wurde. Erster Vorsitzender war der Handwerkermissionar August Liebig.
Bis zur Oktoberrevolution 1917 hatten sich die Baptisten trotz der im Zarenreich erlittenen Verfolgungen so stark ausgebreitet, dass bereits 1918 in Kiew die Pan-Ukrainische Baptistenunion gegründet werden konnte. Bis 1928 lud die Union zu fünf nationalen Kongressen ein. 1926 erfolgte die Herausgabe einer eigenen baptistischen Zeitschrift. Ab 1930 setzten in der Sowjetunion größere Verfolgungswellen ein, unter denen besonders die ukrainischen Baptisten zu leiden hatten. Die Kiewer Zentrale der Baptisten musste unter dem Druck der Ereignisse ihre Arbeit einstellen, was faktisch einer Auflösung der Union gleichkam.
Mit dem Großen Vaterländischen Krieg veränderte sich die Kirchenpolitik in der Sowjetunion. Unter staatlichem Druck vereinigten sich im Oktober 1944 alle sowjetischen Baptisten und Evangeliums-Christen zum Bund der Evangeliumschristen und Baptisten (EChB). Sitz des Bundes war Moskau. Ein Jahr später stießen auch Teile der russischen Pfingstbewegung hinzu, woraufhin der Bund seinen Namen in Allunionsrat der Evangeliumschristen-Baptisten (AUR der EChB) änderte. Die ukrainischen Baptisten verstanden es jedoch, sich trotz der Zentralisierung eine gewisse Eigenständigkeit zu erhalten. So hatten sie ihren eigenen Landesältesten und weitere verantwortliche Mitarbeiter in verschiedenen überregionalen Arbeitsbereichen.
Bevor die Ukraine 1991 ihre staatliche Unabhängigkeit erlangte, gab es im ukrainischen Baptismus Bestrebungen, eine eigene nationale Baptistenunion zu errichten. 1989 wurde deshalb eine christliche Zeitschrift gegründet, die sowohl in ukrainischer als auch in russischer Sprache erschien. 1992 erfolgte die Gründung der Pan-Ukrainischen Baptistenunion, in der sich der weitaus überwiegende Teil der ukrainischen Baptistengemeinden zusammenschloss. In den Jahren nach der Gründung erlebten die Baptisten ein rapides Wachstum. Allein im Jahr 1993 wurden mehr als 100 neue Gemeinden gegründet. In Kiew, dem Sitz der Union, finden sich heute 10 Gemeinden.
Im Jahr 1993 bildete sich unter dem Namen Bruderschaft unabhängiger baptistischer Gemeinden und Dienste in der Ukraine ein weiterer erheblich kleinerer Baptistenverband. Zwischen beiden Bünden gibt es aber inzwischen gute Kontakte und regelmäßige Konsultationen.
Von den Kriegshandlungen beim russischen Überfall auf die Ukraine 2022 waren auch die Baptisten stark betroffen. So waren Ende Mai des Jahres 68 ihrer 118 Kirchenbauten im Oblast Saporischschja in russisch besetztem Gebiet zu finden. Mindestens acht mussten schließen, 30 Prozent der 4.600 Kirchenmitglieder waren gezwungen ihre Wohnorte zu verlassen. In Mariupol im benachbarten Oblast Donezk wurden mehrere baptistische Kirchen zerstört bzw. schwer beschädigt. Ähnliche Berichte gab es aus anderen Regionen. So wurden etwa in Irpin oder Tschernihiw Gotteshäuser beschädigt.

## Organisation und Statistik
Während die Bruderschaft unabhängiger ukrainischer Baptistengemeinden keinem internationalen Kirchenverband angehört, ist die Pan-Ukrainische Union Mitgliedskirche der Europäisch-Baptistischen Föderation und über diese auch Mitglied des Baptistischen Weltbundes. Innerhalb des europäischen Baptistenverbandes bildet sie die mitgliederstärkste Kirche. 
Sitz der Pan-Ukrainischen Baptistenunion ist die ukrainische Hauptstadt Kiew. Die geistliche Leitung des Gemeindebundes liegt in der Hand eines Rates, der sich aus den leitenden Ältesten der Regionalverbände zusammensetzt. An seiner Spitze steht ein Präsident, sein Stellvertreter und ein geschäftsführender Sekretär. Alle vier Jahre tritt eine Synode zusammen. Ihre Mitglieder sind Pastoren und andere leitende Mitarbeiter aus den Regionalverbänden und Einrichtungen. Aufgabe der Synode ist es unter anderem, die Arbeit des Rates zu begleiten und über Bekenntnis- und Grundsatzfragen zu entscheiden. 
Die über 2800 Gemeinden und Zweiggemeinden arbeiten in 25 regionalen Vereinigungen zusammen. Unter ihnen – und damit auch in der Union – sind auch fünf Diasporavereinigungen von ukrainischen Baptistengemeinden in den USA, Kanada, Australien, Südamerika (Argentinien / Paraguay) und Portugal. Zur Union der ukrainischen Baptisten gehören rund 150.000 gläubig getaufte Mitglieder. Rechnet man die (noch) nicht getauften Familienmitglieder und Freunde hinzu, muss diese Zahl verdoppelt werden.
Die Bruderschaft unabhängiger ukrainischer Baptistengemeinden wurde 1993 gegründet. Sie umfasst mehr als 100 Ortsgemeinden mit rund 11.000 Mitgliedern. Ebenfalls seit 1993 gibt es auch eine von der Baptistenunion Südkoreas initiierte Missionsarbeit, die zu einer Reihe von Gemeindegründungen unter den in der Ukraine lebenden Koreanern geführt hat. Daneben existieren verschiedene unabhängige beziehungsweise „bündnisfreie“ Baptistengemeinden. Die Bruderschaft, die Koreanische Mission sowie die Unabhängigen waren 2009 in insgesamt rund 250 Gemeinden organisiert. Für genauere statistische Angaben fehlen die Quellen.

## Einrichtungen
Die Baptisten in der Ukraine betreiben zwei Universitäten (Kiew, Donezk), drei Theologische Seminare sowie 15 regionale Bibelschulen.